# 澎湖縣馬公市民代表會
澎湖縣馬公市民代表會是中華民國澎湖縣馬公市的最高民意機關，位於澎湖縣馬公市永福街30號。

## 選區劃分
馬公市民代表為公民直選，共劃分4個選區，共有12席，當屆第12屆馬公市民代表任期由2022年12月25日到2026年12月24日止。各區應選市民代表人數：
- 第一選區：（1席）：復興里、長安里、中央里、啟明里、重慶里、中興里
- 第二選區：（5席）：光復里、光榮里、光明里、朝陽里、陽明里、重光里、西衛里
- 第三選區：（4席）：西文里、東文里、案山里、光華里、前寮里、石泉里、菜園里、東衛里、安宅里、烏崁里、興仁里
- 第四選區：（2席）：鐵線里、山水里、鎖港里、五德里、井垵里、嵵裡里、風櫃里、虎井里、桶盤里

## 本屆代表
| 選區     | 政黨       | 姓名   | 備註       |
| -------- | ---------- | ------ | ---------- |
| 第一選區 | 無黨籍     | 呂蕙羽 |            |
| 第二選區 | 無黨籍     | 吳仁祥 |            |
| 第二選區 | 中國國民黨 | 譚蘭芬 |            |
| 第二選區 | 無黨籍     | 薛淑娟 |            |
| 第二選區 | 無黨籍     | 黃旭輝 |            |
| 第二選區 | 臺灣民眾黨 | 莊國輝 | 現任副主席 |
| 第三選區 | 無黨籍     | 胡佩青 |            |
| 第三選區 | 民主進步黨 | 吳武宗 |            |
| 第三選區 | 無黨籍     | 歐銀花 | 現任主席   |
| 第三選區 | 無黨籍     | 洪清騰 |            |
| 第四選區 | 無黨籍     | 陳永澎 |            |
| 第四選區 | 無黨籍     | 吳志宏 |            |

## 政黨席次
| 政黨       | 當選席次 | 備註 |
| ---------- | -------- | ---- |
| 臺灣民眾黨 | 1席      |      |
| 民主進步黨 | 1席      |      |
| 中國國民黨 | 1席      |      |
| 無黨籍     | 9席      |      |

## 外部連結
- 馬公市民代表會 （页面存档备份，存于）